# 日経ブロードバンドニュース
日経ブロードバンドニュースは、日本経済新聞社がインターネット上で配信しているニュース番組。

## 概要
日本経済新聞社のホームページ「NIKKEI NET」のコンテンツ（2013年7月時点では「ブロードバンド・チャンネル」の一部）として、配信されている。
主に、ニュースや株式情報（日経CNBC）・自動車特集などの日替わりコンテンツだけでなく、テレビ東京・BSジャパンとの共同番組などが配信されている。

## 出演者
2010年5月時点
- 佐藤温子（午前ニュース）
- 池崎美盤（夕方ニュース）
- 安藤久美子（夕方市況、日経CNBC）
- 林暁代（お昼市況、日経CNBC）

## 番組構成
2010年5月時点
- ニュース（ポッドキャストでも一部番組を配信中）

更新時間 - 朝9:30前後・昼11:30前後・夕17:30前後・夜21:30前後
- 市況（日経CNBC）

更新時間 - 朝9:00前後(NY)・前引け12:40前後・大引け17:30前後　
- TODAY's Topics

更新時間 - 夜21:30前後
- ケンちゃんの晩飯まえ（テレビ東京）
- 新製品情報
- エディターズアイ（ニュース）

## スタッフ
- 制作:日本経済新聞デジタルメディア、日経映像